# تشارلز سنكلير بوت
تشارلز سنكلير بوت (بالإنجليزية: Charles Sinclair Butt)‏ هو شخصية أعمال أسترالي، ولد في 28 يوليو 1900، وتوفي في 21 يناير 1973.